# O monocular
La O monocular (Ꙩ, ꙩ) es una de las variantes exóticas de letra cirílica О. Este glifo puede encontrarse en algunos manuscritos que utilizan el lexema «Ꙩко», que significa "ojo", además de algunas otras funciones, por ejemplo, en la posición inicial de una palabra o sílaba. Fue utilizada en algunas cartas de corteza de abedul de los siglos XIV y XV, donde usualmente es diferenciada de una о regular, utilizada después de consonantes, también por ancho, siendo una omega redonda (ѻ) con un punto en su interior.
Se parece a la letra latina para el chasquido bilabial (ʘ) y la letra gótica Hwair (𐍈).